# AAW Heavyweight Championship
El AAW Heavyweight Championship (Campeonato Peso Pesado de AAW, en español) es un campeonato de lucha libre profesional creado y utilizado por la empresa independiente estadounidense AAW Wrestling donde es el campeonato de mayor importancia. El campeón actual es Fred Yehi, quien actualmente se encuentra en su primer reinado.

## Campeones

### Campeón actual
El campeón actual es Fred Yehi, quien se encuentra en su primer reinado como campeón. Yehi ganó el campeonato tras derrotar al excampeón Mance Warner el 9 de julio de 2019 en AAW United We Stand.
Yehi todavía no registra hasta el 17 de julio de 2025 las siguientes defensas televisadas:

### Lista de campeones
|    | Luchador              | N.º | Fecha                    | Días | Show o evento                             | Notas y referencias |
| -- | --------------------- | --- | ------------------------ | ---- | ----------------------------------------- | --- |
| 1  | Egotistico Fantastico | 1   | 17 de abril de 2004      | 448  | N/A                                       | El Comisionado de AAW, Vic Capri, otorgó el Campeonato Peso Pesado de AAW a Egotistico.                                                                                              |
| 2  | Robert Anthony        | 2   | 9 de julio de 2005       | 140  | N/A                                       | Derrotó a Tony Scarpone para ganar el campeonato. |
| 3  | Mike Venom            | 1   | 26 de noviembre de 2005  | 119  | AAW Windy City Classic                    | [ 2 ] |
| —  | Vacante               | —   | 25 de marzo de 2006      | —    | —                                         | Debido a que Venom fue despojado del título. |
| 4  | Tyler Black           | 1   | 25 de marzo de 2006      | 245  | AAW Final Four                            | Fue un Elimination Match, el cual incluyó a Eric Priest, Danny Daniels y Silas Young.                                                                                                |
| 5  | Marek Brave           | 1   | 25 de noviembre de 2006  | 119  | AAW Windy City Classic II                 | [ 4 ] |
| 6  | Jerry Lynn            | 1   | 19 de mayo de 2007       | 420  | AAW Defining Moment                       | [ 5 ] |
| 7  | Tyler Black           | 2   | 12 de julio de 2008      | 259  | AAW Scars And Stripes 2008                | [ 6 ] |
| 8  | Jay Bradley           | 1   | 28 de marzo de 2009      | 161  | AAW 5 Year Anniversary Show               | [ 7 ] |
| 9  | Jimmy Jacobs          | 1   | 5 de septiembre de 2009  | 84   | AAW Us Vs. Them                           | [ 8 ] |
| 10 | Silas Young           | 1   | 28 de noviembre de 2009  | 469  | AAW Windy City Classic V                  | [ 9 ] |
| 11 | Dan Lawrence          | 1   | 12 de marzo de 2011      | 133  | AAW 7th Anniversary                       | [ 10 ] |
| 12 | Silas Young           | 2   | 23 de julio de 2011      | 426  | AAW Scars And Stripes 2011                | [ 11 ] |
| 13 | Michael Elgin         | 1   | 21 de septiembre de 2012 | 280  | AAW Defining Moment 2012                  | [ 12 ] |
| 14 | Shane Hollister       | 1   | 28 de junio de 2013      | 155  | AAW Bound By Hate 2013                    | [ 13 ] |
| 15 | Kevin Steen           | 1   | 30 de noviembre de 2013  | 28   | AAW Windy City Classic IX                 | [ 14 ] |
| 16 | Shane Hollister       | 2   | 28 de diciembre de 2013  | 258  | AAW One Twisted Christmas 2013            | [ 15 ] |
| 17 | Eddie Kingston        | 1   | 12 de septiembre de 2014 | 231  | AAW Defining Moment 2014                  | [ 16 ] |
| 18 | Josh Alexander        | 1   | 1 de mayo de 2015        | 50   | AAW Take No Prisoners 2015                | Fue un Triple Threat Match, el cual incluyó a Samoa Joe. |
| 19 | Ethan Page            | 1   | 20 de junio de 2015      | 161  | AAW Vanguard The Uprising                 | [ 18 ] |
| 20 | Eddie Kingston        | 2   | 28 de noviembre de 2015  | 83   | AAW Windy City Classic XI                 | Fue un Triple Threat Match, el cual incluyó a Trevor Lee. |
| 21 | Sami Callihan         | 1   | 19 de febrero de 2016    | 155  | AAW The Art Of War 2016                   | [ 20 ] |
| 22 | Pentagón Jr.          | 1   | 23 de julio de 2016      | 77   | AAW United We Stand 2016                  | [ 21 ] |
| 23 | Sami Callihan         | 2   | 19 de febrero de 2016    | 327  | AAW Jim Lynam Memorial Tournament - Day 2 | Fue un Lucha de Apuestas Tag Team entre Callihan (cabellera) y Jake Crist (carrera) contra Fénix (máscara) y Pentagón Jr. (título). Callihan cubrió a Pentagón para ganar el título. |
| 24 | Rey Fénix             | 1   | 31 de agosto de 2017     | 156  | AAW Defining Moment 2017                  | Fue un Lucha de Apuestas en donde Rey Fénix apostó su máscara. |
| 25 | ACH                   | 1   | 3 de febrero de 2018     | 209  | AAW The Chaos Theory 2018                 | [ 24 ] |
| 26 | Brody King            | 1   | 31 de agosto de 2018     | 120  | AAW Defining Moment 2018                  | [ 25 ] |
| 27 | Sami Callihan         | 3   | 29 de diciembre de 2018  | 273  | AAW Windy City Classic XIV                | Fue un Steel Cage Match. |
| 28 | Josh Alexander        | 2   | 28 de septiembre de 2019 | 91   | AAW Defining Moment                       | [ 27 ] |
| 29 | Mance Warner          | 1   | 28 de diciembre de 2019  | 559  | AAW Windy City Classic XV                 | Este es el reinado más largo de la historia del campeonato. |
| 30 | Fred Yehi             | 1   | 9 de julio de 2021       | 140  | AAW United We Stand                       | [ 29 ] |
| 31 | Mat Fitchett          | 1   | 26 de noviembre de 2021  | 279  | Windy City Classic XVI                    | |
| 32 | Jake Something        | 1   | 1 de septiembre de 2022  | 364  | Destination Chicago                       | |
| 33 | Davey Vega            | 1   | 31 de agostode 2023      | 282  | The Art of War 2023                       | |
| 34 | Gnarls Garvin         | 1   | 8 de junio de 2024       | 404+ | Day of Defiance 2024                      | |

### Total de días con el título
La siguiente lista muestra el total de días que una luchadora ha poseído el campeonato si se suman todos los reinados que posee. Actualizado a la fecha del 17 de julio de 2025.
| + | Indica al campeón actual |

| N.º | Campeón         | Reinados | Total de días |
| --- | --------------- | -------- | ------------- |
| 1   | Silas Young     | 2        | 895           |
| 2   | Sami Callihan   | 3        | 755           |
| 3   | Robert Anthony  | 1        | 628           |
| 4   | Mance Warner    | 1        | 559           |
| 5   | Tyler Black     | 2        | 504           |
| 6   | Jerry Lynn      | 1        | 420           |
| 7   | Shane Hollister | 2        | 413           |
| 8   | Jake Something  | 1        | 364           |
| 9   | Eddie Kingston  | 1        | 314           |
| 10  | Davey Vega      | 1        | 282           |
| 11  | Michael Elgin   | 1        | 280           |
| 12  | Mat Fitchett    | 1        | 279           |
| 13  | ACH             | 1        | 209           |
| 14  | Marek Brave     | 1        | 175           |
| 15  | Ethan Page      | 1        | 161           |
| 16  | Jay Bradley     | 1        | 161           |
| 17  | Rey Fénix       | 1        | 156           |
| 18  | Gnarls Garvin   | 1        | 404+          |
| 19  | Josh Alexander  | 2        | 141           |
| 20  | Fred Yehi       | 1        | 140           |
| 21  | Dan Lawrence    | 1        | 133           |
| 22  | Brody King      | 1        | 120           |
| 23  | Mike Venom      | 1        | 119           |
| 24  | Jimmy Jacobs    | 1        | 84            |
| 25  | Pentagón Jr.    | 1        | 77            |
| 26  | Kevin Steen     | 1        | 28            |

### Mayor cantidad de reinados
| Reinados | Luchador (es)                                                             |
| -------- | ------------------------------------------------------------------------- |
| 3 veces  | Sami Callihan                                                             |
| 2 veces  | Tyler Black, Silas Young, Shane Hollister, Eddie Kingston, Josh Alexander |